# Shirazette Tinnin
Shirazette Tinnin (Burlington (North Carolina)) is een Amerikaanse jazzdrummer en percussionist.

## Biografie
Tinnin groeide op in Burlington, North Carolina, waar haar ouders zongen in gospelkoren. Ze studeerde aan de Appalachian State University, daarna voltooide ze haar master in drums en jazzpedagogie aan de Northern Illinois University bij Ronald Carter. Ze had ook privélessen bij o.a. Cindy Blackman, Lewis Nash, Terri Lyne Carrington, Allison Miller. In 2008 won Shirazette de Sisters in Jazz Competition van de International Association of Jazz Educators.
Tijdens haar master werkte ze in het Chicago jazzcircuit. In 2008 gaf ze daar les aan het Columbia College. In 2009 verhuisde ze naar New York. Daar werd ze lid van het Afro-Peruviaanse sextet van Gabriel Alegria en werkte ze samen met Alicia Keys, Tom Browne en Hugh Masekela. In de band van Tia Fuller gaf ze concerten met Umbria Jazz en Moldejazz. In 2013 nam ze haar debuutalbum Humility: Purity of My Soul op. Daarnaast is het kerstalbum How the Groove Stole Christmas gemaakt met Rachel Eckroth en Willerm Delisfort. Haar polyritmische spel wordt beïnvloed door het werk van Elvin Jones in het John Coltrane Quartet. Op het gebied van jazz was ze betrokken bij tien opnamesessies tussen 2006 en 2016 met o.a. Ron Baxter, Nicole Mitchell's Black Earth Strings (Renegades, 2009), het Gabriel Alegria Afro-Peruvian Sextet, Willerm Dellisfort, Camille Thurman, Tia Fuller en Mimi Jones.